# Rhoadsia
Rhoadsia es un género de peces de la familia Characidae y de la orden de los Characiformes.

## Especies
- Rhoadsia altipinna Fowler, 1911
- Rhoadsia minor C. H. Eigenmann & Henn, 1914